# Kaizu
Kaizu (jap. 海津市 Kaizu-shi) – miasto w prefekturze Gifu, na wyspie Honsiu (Honshū), w Japonii. Miasto jest podzielone na trzy dzielnice, dawne miasteczka: Kaizu, Hirata, Nannō.

## Położenie
Miasto leży w południowej części prefektury Gifu u zbiegu trzech rzek: Ibi, Nagary i Kiso. Najwyżej położone miejsce 410 m n.p.m.
Miasto graniczy z: Yōrō, Wanouchi i Hashimą w prefekturze Gifu, Aisai i Inazawą w prefekturze Aichi oraz z Inabe i Kuwana w prefekturze Mie.

## Historia
Miasto powstało 28 marca 2005 z połączenia trzech miasteczek: (Kaizu, Hirata, Nannō).

## Galeria

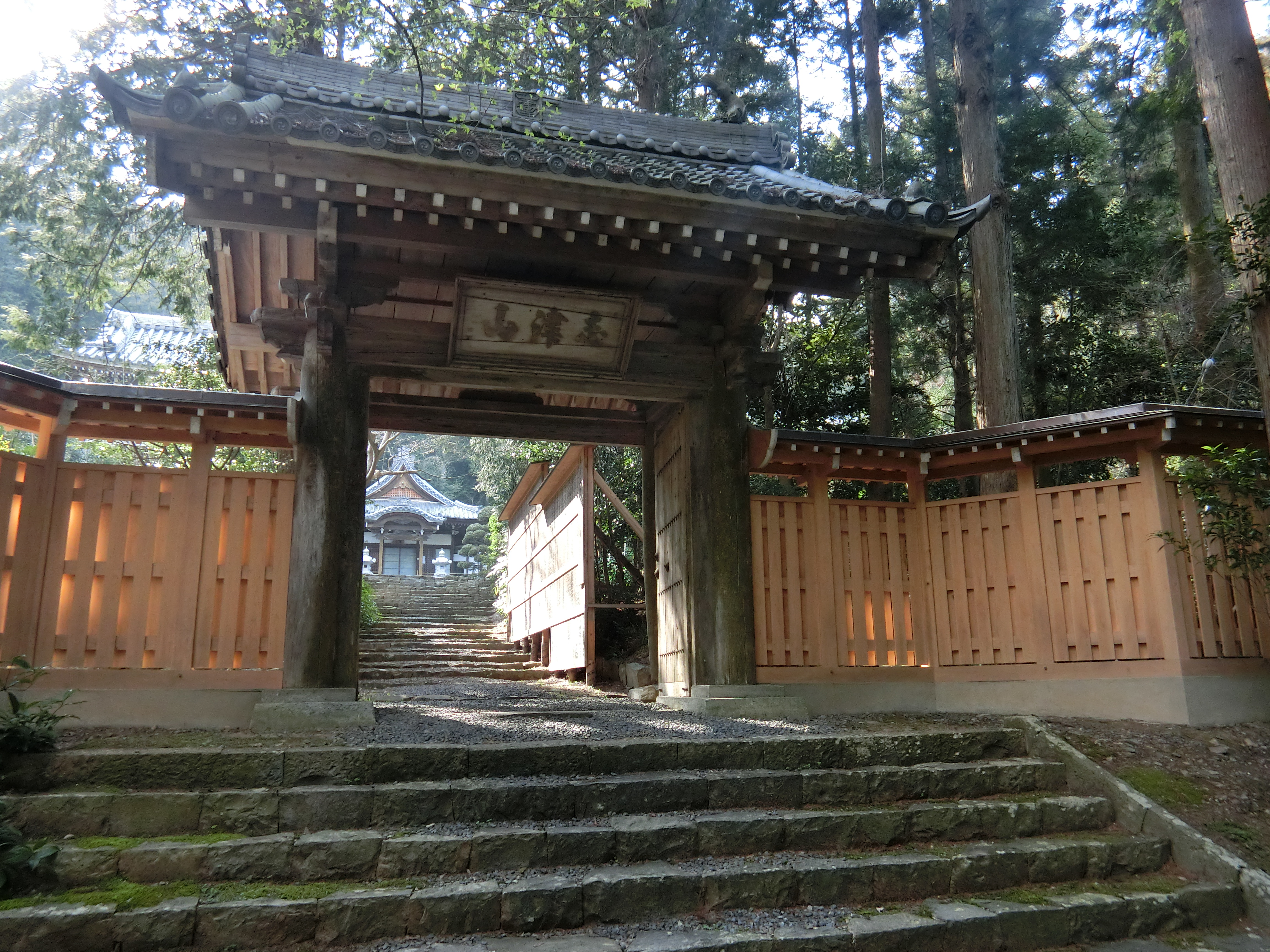
Świątynia buddyjska Zenkyō-ji (2017)
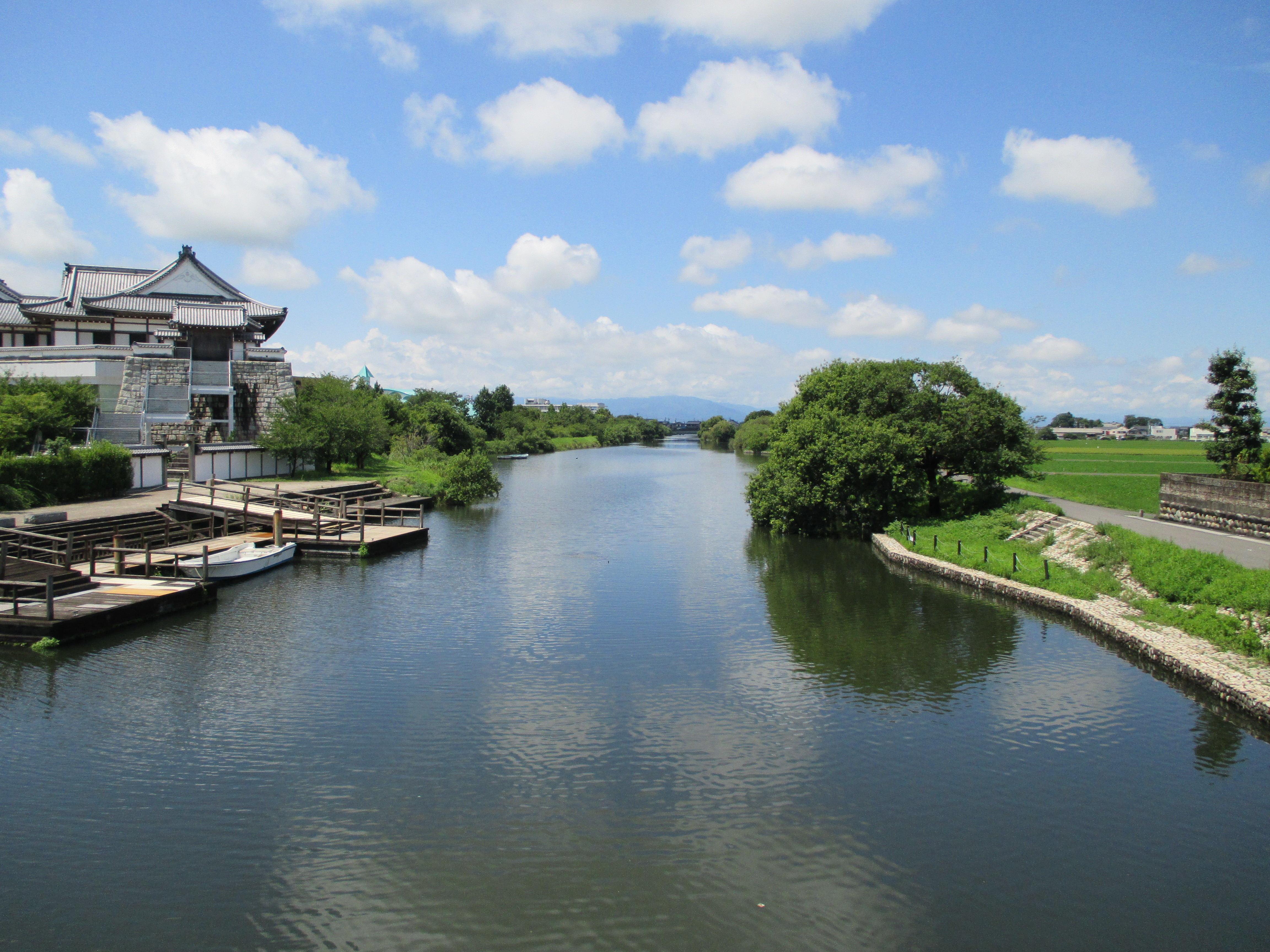
Rzeka Ōe przepływająca przez miasto (2013)
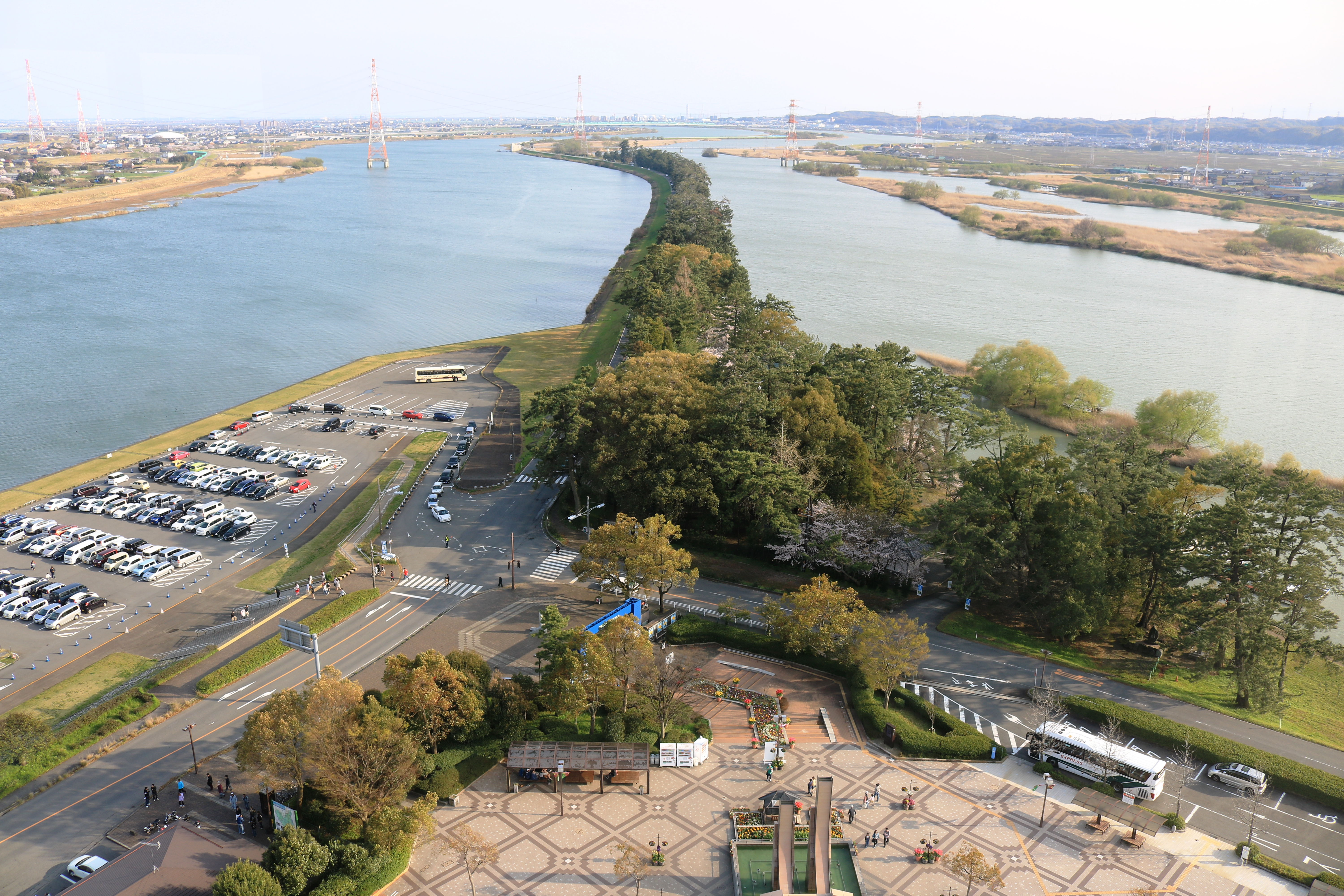
Senbon Matsubara, grobla rozdzielająca rzeki Nagara (po lewej) i Ibi (po prawej), widziana z wieży obserwacyjnej Kiso Sansen Park Center (2017)
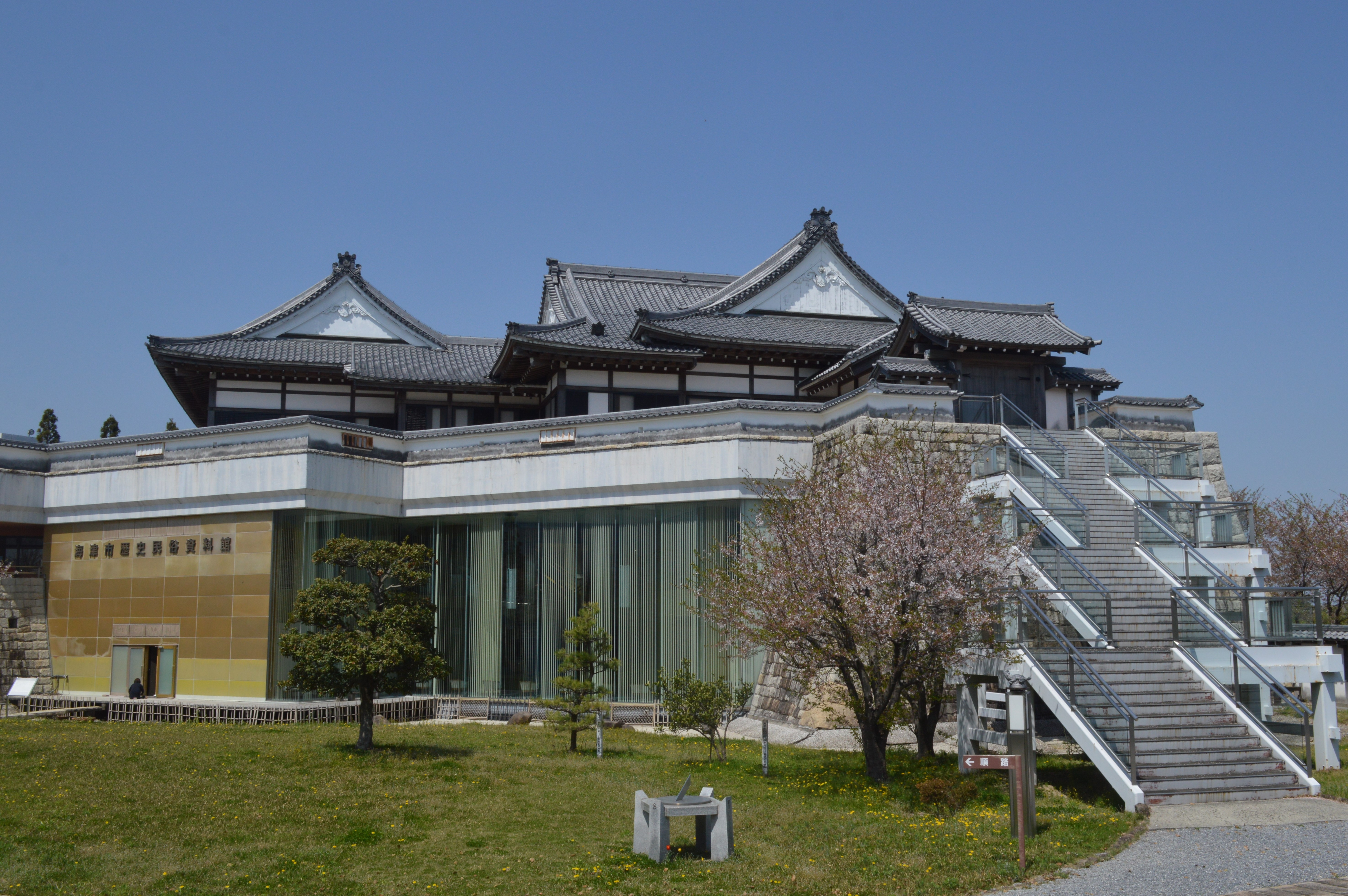
Kaizu City Museum of History and Folklore (2022)